# Blanus mariae
Blanus mariae là một loài thằn lằn trong họ Blanidae. Loài này được Albert & Fernández mô tả khoa học đầu tiên năm 2009.